# Жуан Альковер

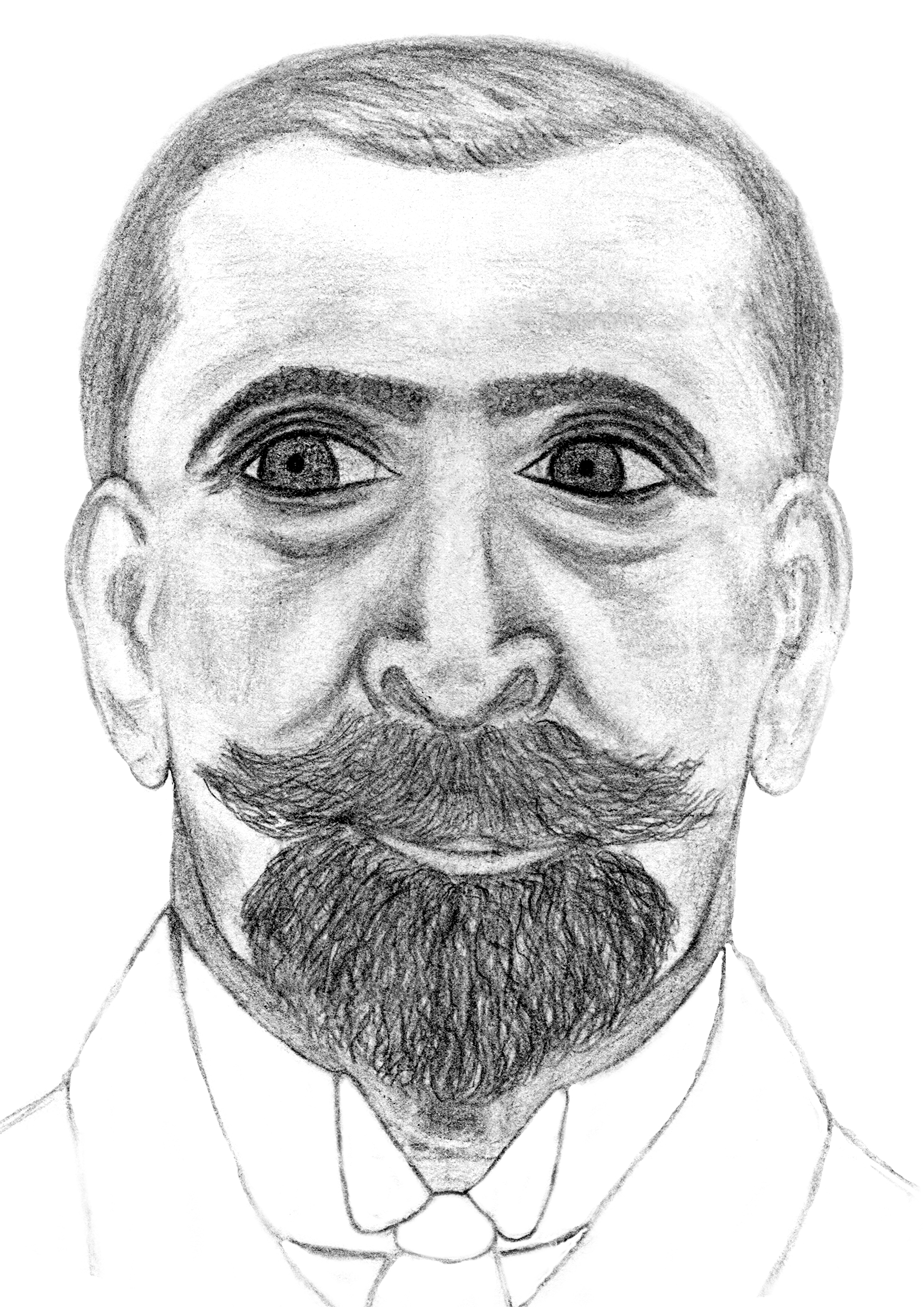
Joan Alcover i Maspons

Жуан Альковер-і-Маспонс (кат. Joan Alcover, [ʒuan əɫkove]) (*1854 — 1926) — іспанський балеарський письменник, поет, публіцист і політичний діяч.

## Біографія
Син впливового сімейства, він отримав ступінь бакалавра в Балеарському інституті перед отриманням наукового ступеня в галузі права в Барселоні. Після того, як він став адвокатом (1878), він повернувся на Мальорку, щоб зайняти різні посади в судовій системі острова. Одночасно він був бойовиком ліберальної партії свого друга Антоніо Маури, коли він почав політичну кар'єру, кульмінацією якої стало його призначення як представника «Corts» (судів) (1893). Після короткого перебування в Мадриді, він повернувся додому на Балеарські острови і відмовився від ведення політичної діяльності.
З раннього віку він об'єднав свої дослідження і, надалі, свою професійну професію, з його інтересом до письмової форми. У віці вісімнадцяти років він опублікував свої вірші каталонською та іспанською мовами в журналах «El Isleño», «Museo Balear» і «Revista Balear». Тим не менш, його літературний інтерес стане сильнішим за час, проведений в Барселоні, де він увійшов у контакт з літературною діяльністю культурного руху «Renaixença» (журнали, літературні конкурси, конференції, читання…). У 23 роки він виграв позачерговий приз Барселони «Jocs Florals» (Квіткові Ігри).
Джоан Алькавер отримав визнання як поет, і він скоро стане тією людиною, яка, надзвичайно люблячи літературу, використовуватиме свої літературні здібності, щоб отримати соціальний престиж. Поступово він перестав писати каталонською мовою, воліючи писати свої вірші іспанською мовою. «Poesías» [Поезії] — його перша поетична книга (1887), «Nuevas poesías» [Нові поезії] (1892), «Poemas у Armonias» [Стихії і гармонії] (1894) і «Meteoros. Poemas, apólogos y Cuentos» [Метеори. Вірші, вибачення та оповідання] (1901), відображають цю тенденцію бути одномовним, хоча він буде включати деякі вірші каталонською мовою в перших двох збірках. Проте, два інших збірника буде повністю написано іспанською мовою. Це поезія надихнула своєю романтикою, яка імітує інших поетів, такі як Беккера і Кампоамор, має сильну експресію поетичного голосу, але уникає риторичних ексцесів і помпезності. Його книги були добре прийняті критиками.
Однак біда зіграла вирішальну роль в його житті і літературної діяльності. У 1887 році всього після шести років після шлюбу, Альковер втратив дружину, Розу Пужоль Гуарх, з якою він мав трьох дітей, Пере, Терезу і Гаєту. У 1891 році він одружився з Марією дель Харо Россель, з якою у нього було ще дві дитини, Марія і Пабло. З п'яти дітей він пережив тільки останнього: в 1901 р. Тереза померла від туберкульозу; в 1905 році Пере помер від черевного тифу; в 1919 році Марія і Гаєта загинули в один і той же день. Ця послідовність нещасть довели його до глибокого нервового зриву, який приведе його до посилення своїх інтелектуальних досліджень, отримання більшої кількості природних і щирих форм вираження. Його поезія поступово починає змінюватися, починаючи з його середовища, тобто мови, якою вона була написана. Між 1899 і 1903 роками Алькавер сумнівався, продовжувати писати іспанською мовою, або повернутися до каталонської: він в кінцевому підсумку вирішив писати каталонською.
Насправді його особисті обставини буде перетинатися з іншими колективними умовами: в Мальорці романтична література була в занепаді, острів стає модернізованим, культурні зв'язки почали з'являтися в Каталонії і політичний каталанізм почав завойовувати популярність на острові. Все це спонукало його розширити свої літературні горизонти, щоб приєднатися до більш широкого руху і зробити зв'язки, в основному за рахунок своєї дружби з Сантьяго Русінолом і Хосепом Карнерою, з культурної діяльності князівств. Цей крок вів його до нового сприйняття мистецтва і літератури.
У 1904 році він дав семінар в Атенеме Барселони під назвою «Humanització de l'art» [Гуманізація мистецтва], які вважається його найбільш важливою заявою про мистецтво ліричної композиції. У цьому тексті він захищав переконання, що участь поета естетично піддається в ясною і зрозумілою поезії, в гарну уявним формі. Тим не менш, він висловив свою неприязнь до інтелектуалізованої поезії і тих так званих літературних шкіл і напрямків, які були на основі простої штучності. Тому він позиціонував себе на півдорозі між спонтанним типом поезії, написаної Жоаном Марагалем, і ліризмом, який був побудований на досконалій формі, але сентиментально посушливим, як і написано в парнаських поетів. Відповідно до своєї черги думок століть близько істини і життя, Алькавер проводитиме поетичний стиль, прив'язаний до досвіду життя, який був в стані глибоко з'єднатися з почуттям читача людства.
Книгою, яка найкращим чином ілюструє його ліричну теорію, є «Cap al tard» [Якщо вже пізно] (1909), яка повністю написана каталонською: у цій колекції не пов'язаних між собою віршів ми бачимо ліричний голосовий розкол в різних людей, що описують багато пейзажів. Альковер зробив це за допомогою форм та ідей, взятих з популярних уявлень, як і ми знаходимо у вірші «Balanguera», який буде адаптований на музику Амадеу Вівеса і стане нинішній гімном Мальорки. Розділ, озаглавлений «Елегії», є, без сумніву, одним з найяскравіших моментів у книзі: тут поет демонструє, з дещо іншої точки зору, батьківські страждання, яких він зазнав, хоча, треба сказати, він бере верх над цим болем, перетворивши його в емоції, які можуть бути відчуті. У «Poèmes bíblics» [Біблійні вірші] (1918), які були його останньою збіркою віршів, він знову використовує різні поетичні прийоми, але цього разу вони біблійного натхнення, і він не досяг того ж рівня якості, що він досяг у попередньому томі.
Його статус як інтелектуала, як і Мігеля Коста Лебера, був визнаний і оцінений багатьма письменниками того часу, особливо тих, хто входив до «Escola mallorquina» [Мальоркська школа]. Він був членом «Academia De Bones Lletres» (1913), президент Барселонських «Jocs Florals» [Квіткових ігор] (1916) і членом «Institut d'Estudis Catalans» [Інститут каталонських досліджень] (1916)